# Podocarpus parlatorei
Podocarpus parlatorei là một loài thực vật hạt trần trong họ Thông tre. Loài này được Pilg. miêu tả khoa học đầu tiên năm 1903.